# 무성 양순 연구개 접근음
무성 양순 연구개 접근음은 두 입술을 마찰음의 경우보다 약간 멀리 서로 근접시키고 혀를 연구개에 마찰음의 경우보다 약간 멀리 근접시키고 무성의 날숨을 거기로 보내서 나는 소리이다.

## 예시
- 슬로베니아어: 첫소리에서 v가 무성 자음 앞에 올 때 변이음으로 난다.
- 콘월어: hw에서 이 소리가 난다.
- 아일랜드 영어, 스코틀랜드 영어, 뉴질랜드 영어, 미국 남부 영어: wh에서 이 소리가 난다.

## 같이 보기
- Ƕ